# Embraer EMB 314 Super Tucano
Embraer EMB 314 Super Tucano, cũng còn được gọi là ALX hay A-29 là một máy bay động cơ cánh quạt được thiết kế cho tấn công hạng nhẹ, chống chiến tranh du kích, và huấn luyện phi công, mẫu máy bay này được trang bị đa dạng hệ thống vũ khí và điện tử hàng không, được thiết kế để vận hành với chi phí thấp trong môi trường tác chiến không quá nhiều rủi ro. Mỗi chiếc Super Tucano có giá thành dưới 20 triệu USD và chi phí hoạt động khoảng 1 nghìn USD mỗi giờ bay. Hiện nay loại máy bay này đang được sử dụng ở Không quân Brasil, Không quân Colombia, và Không quân Cộng hoà Dominicana. Embraer có kế hoạch bán loại máy bay này cho các quốc gia khác ở Châu Á và Trung Đông. Ngoài công việc huấn luyện phi công, nó còn có nhiệm vụ quan trọng khác là hoạt động kiểm tra ở vùng rừng Amazon

## Phát triển
Yêu cầu cho một máy bay tấn công hạng nhẹ là một phần của chính phủ Brasil trong dự án SIVAM (Amazon Monitoring System - Hệ thống kiểm tra Amazon). Loại máy bay hiện nay đang được sử dụng cùng máy bay R-99A và R-99B trong biên chế và chịu trách nhiệm ngăn chặn các máy bay bất hợp pháp và tuần tra biên giới Brasil.
Dự án ALX được tạo ra bởi không quân Brasil, dự án này nhằm đáp ứng các nhu cầu của không quân, như một máy bay huấn luyện quân sự để thay thể Embraer EMB 326GB Xavante. Dự án máy bay mới phải thích hợp với vùng rừng Amazon (chịu được nhiệt độ cao, độ ẩm cao, lượng mưa lớn, và những nguy hiểm khác). ALX hay Super Tucano (tên tham khảo của Embraer EMB 312 Tucano, mặc dù nó là một máy bay hoàn toàn riêng biệt) trên lý thuyết là một máy bay động cơ cánh quạt với một tầm hoạt động lớn và khả năng tự hoạt động cao, nó có thể hoạt động trong cả ngày lẫn đêm, trong bất kỳ điều kiện khí tượng nào, và có thể hạ cánh trên các sân bay ngắn thiếu cơ sở hạ tầng.
Chuyến bay đầu tiên của nguyên mẫu một chỗ Super Tucano được thực hiện vào 2 tháng 6 năm 1999. Chuyến bay đầu tiên của phiên bản hai chỗ là vào ngày 22 tháng 10 năm 1999.
Vào 11 tháng 1 năm 2006, Embraer đã có một đơn đặt hàng tiềm năng khi cung cấp 36 chiếc cho Venezuela, nhưng đơn đặt hàng này đã bị hủy bỏ khi Hoa Kỳ phủ quyết. Chính phủ Hoa Kỳ nói rằng việc bán bất kỳ vũ khí nào đều phải sử dụng công nghệ của Hoa Kỳ nên họ có quyền phủ quyết. Trong trường hợp này, Super Tucano đã sử dụng động cơ của hãng Pratt & Whitney Canada mà Pratt & Whitney Canada thuộc quyền sở hữu của hãng United Technologies Corporation có trụ sở tại Hartford, Connecticut. Rất nhiều thành phần khác cũng có nguồn gốc từ Hoa Kỳ.
24 chiếc Super Tucano (phiên bản AT-29) đã được bán cho Không quân Colombia trong một thỏa thuận trị giá 234 triệu USD, chúng được bán trực tiếp từ công ty Embraer của Brasil. 3 chiếc đầu tiên đã được chuyển giao vào ngày 14 tháng 12 năm 2006 tại sân bay quân sự của CATAM tại Bogotá. 2 chiếc khác được chuyển giao vào ngày 16 tháng 12 năm 2006, 10 chiếc nữa được giao vào đầu năm 2007 và sẽ kết thúc vào tháng 6 năm 2008.
Một chiếc Super Tucano đã được một công ty con của Blackwater mua, đây là một công ty cung cấp các dịch vụ quân sự tư nhân của Hoa Kỳ. Máy bay không bao gồm súng máy gắn ở cánh.
Thông báo từ The Associated Press cho biết Embraer đã tiến đến rất gần một thỏa thuận với Hoa Kỳ nhằm bán 8 chiếc 314-B1 Super Tucano để sử dụng ở Iraq, có lẽ cho hoạt động tuần tra biên giới.

## Các phiên bản
A-29APhiên bản một chỗ tấn công và trinh sát (nhiệm vụ ngăn chặn tiếp tế), tấn công và khống chế (nhiệm vụ hỗ trợ từ trên không cho các đơn vị mặt đất), có khả năng đánh chặn và tiêu diệt máy bay khác yếu hơn.
A-29BPhiên bản hai chỗ cho các nhiệm vụ tương tự như phiên bản một chỗ, cũng được sử dụng để huấn luyện và chỉ huy trên không (nhiệm vụ kiểm tra).

## Các quốc gia sử dụng
Brasil
- Không quân Brazil - 99 chiếc

 Colombia

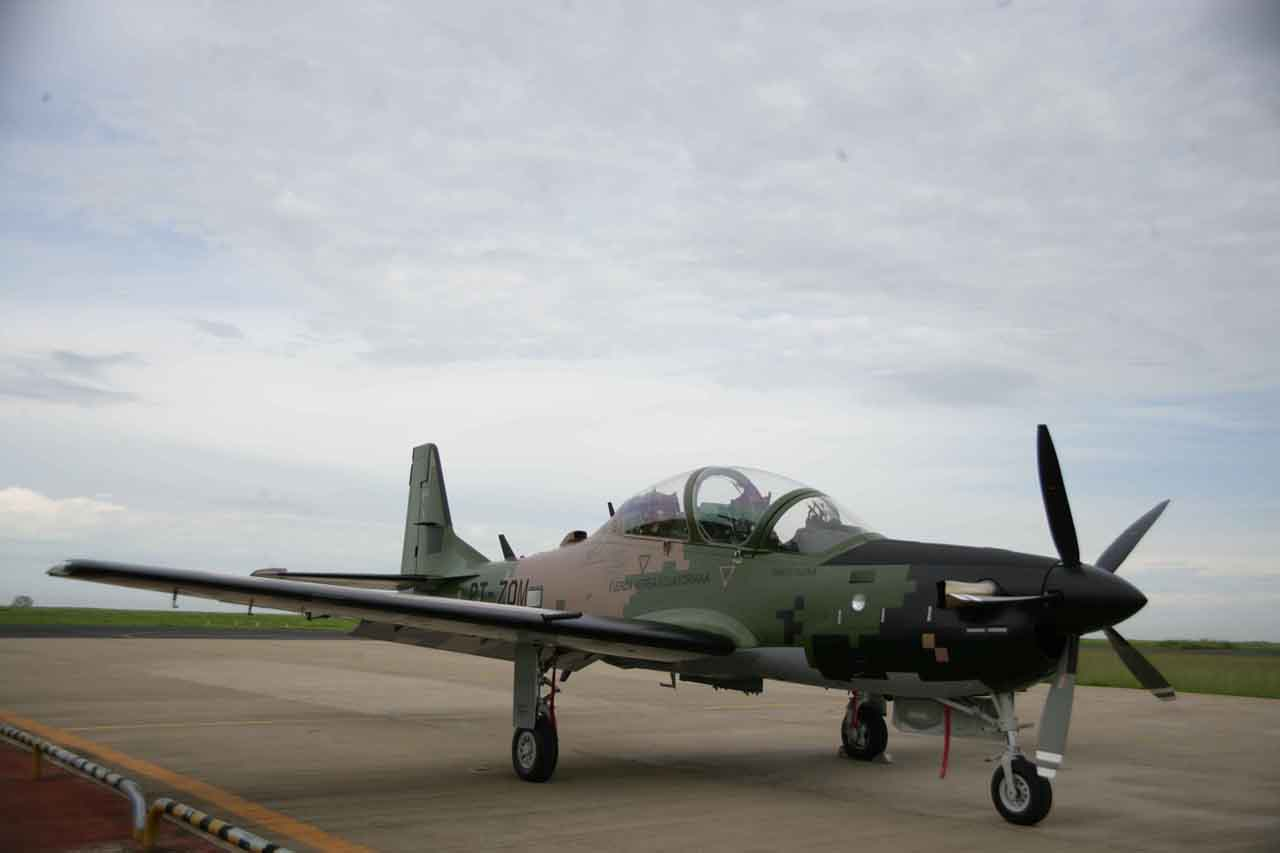
Chiếc Super Tucano của không quân Ecuadorian

- Không quân Colombia - 25 chiếc[5], dùng để thay thế cho các máy bay cũ Rockwell OV-10 Bronco và Cessna A-37 Dragonfly.

 Cộng hòa Dominica10 chiếc (đặt hàng vào tháng 6 năm 2007)
 Hoa Kỳ
- Blackwater Worldwide (công ty tư nhân) - 1 phiên bản hai chỗ cho huấn luyện phi công (giao vào tháng 2 năm 2008), có thể đặt mua thêm để sử dụng cho nhiệm vụ chống chiến tranh du kích.[6][7][8]

 Chile12 chiếc đã đặt hàng.
 Guatemala10 (chiếc đã đặt hàng năm 2008).
 Ecuador24 chiếc đã đặt hàng.

## Thông số kỹ thuật (EMB 314 Super Tucano)

### Đặc điểm riêng
- Phi đoàn: 1-2
- Chiều dài: 11.33 m (37.17 ft)
- Sải cánh: 11.14 m (36.55 ft)
- Chiều cao: 3.97 m (13.02 ft)
- Diện tích cánh: 19.4 m² (208.82 sq ft)
- Trọng lượng rỗng: 3.020 kg (6.658 lb)
- Trọng lượng cất cánh: 4.520 kg (9.965 lb)
- Trọng lượng cất cánh tối đa: 5.200 kg (11.464 lb)
- Động cơ: 1× động cơ Pratt & Whitney Canada PT6A-68C, 1.600 hp (1.193 kW)

### Hiệu suất bay
- Vận tốc cực đại: 593 km/h (368 mph)
- Tầm bay: 1.130 km (2.995 mi)
- Trần bay: 10.670 m (35.008 ft)
- Vận tốc lên cao: 24 m/s (79 ft/s)
- Lực nâng của cánh: n/a
- Lực đẩy/trọng lượng: n/a

### Vũ khí
- Có 5 giá treo vũ khí bên ngoài
- 2x súng máy 12.7 mm FN Herstal M3P
- 1x pháo 20 mm dưới thân
- 4x thiết bị phóng rocket 70 mm
- Bom thông minh và bom thường
- 2x tên lửa không đối không AIM-9 Sidewinder hoặc MAA-1 Piranha hoặc Python 3/4

## Nội dung liên quan

### Máy bay có cùng sự phát triển
- Embraer EMB 312 Tucano
- Short Tucano

### Máy bay có tính năng tương đương
- KAI KT-1
- PA-48 Enforcer
- Pilatus PC-21
- PZL-130 Orlik
- T-6 Texan II